# Bulbophyllum leontoglossum
Bulbophyllum leontoglossum là một loài phong lan thuộc chi Bulbophyllum.